# عبد الوارث عسر
عبد الوارث عسر (16 سبتمبر 1894 - 22 أبريل 1982)، ممثل مصري. كان والده محاميا ناجحا. تعلم تجويد القرآن في الكتاب منذ الصغر. أتقن فن الإلقاء بعد ذلك وعلمه لكثير من النجوم في السينما المصرية وكان شغوفا أثناء دراسته للبكالوريا «الثانوية العامة» بمشاهدة العروض المسرحية وهو خريج مدرسة التوفيقية الثانوية بنين. درس اللغة العربية دراسة حرة حتى أصبح من المتفقهين فيها، وله ديوان شعر مشهور نشرته الهيئة المصرية العامة للكتاب.

## بداياته في التمثيل
انضم إلى جمعية أنصار التمثيل ثم خطفه «جورج أبيض» ليكون أحد أعضاء فرقته كما التحق بوظيفة بوزارة المالية. وبدأ يشق طريقه الفني، حاول مع صديقيه «سليمان نجيب» و«محمد كريم» النهوض بفن التمثيل والتأليف والإخراج، وكانت مهمة «عبد الوارث عسر» هي تدريب الوجوه الجديدة.

## كتاباته
استطاع أن يعلم الممثلين فن الإلقاء الذي أتقنه، وكتب كتابا بعنوان «فن الإلقاء» لا يزال حتى اليوم من أهم كتب تعليم التمثيل. كما أنه لم يكتف بالتمثيل بل كتب أفلاما وسيناريوهات وترجم موضوعات عديدة. ومن أهم الأعمال التي شارك في كتابتها «جنون الحب»، «يوم سعيد»، «لست ملاكا»، «زينب».

## أفلامه
أما أعماله كممثل فهي عديدة وأبرزها «شباب امرأة» عام 1956 «لصلاح أبو سيف»، «صراع في الوادي» عام 1954 «ليوسف شاهين» وفيلم «الرسالة» عام 1977 للمخرج الراحل «مصطفى العقاد» وفيلم البؤساء عام 1978 لعاطف سالم. وكان آخر أفلامه «ولا عزاء للسيدات» عام 1979. كما أنه قدم في آخر حياته المسلسل التليفزيوني «أحلام الفتى الطائر» تأليف «وحيد حامد» من إخراج «محمد فاضل (مخرج)» وبطولته مع «عادل إمام» كما قدم مسلسل أبنائي الأعزاء.. شكرا مع النجم عبد المنعم مدبولي.

## روابط خارجية
- عبد الوارث عسر على موقع أرشيف الشارخ.
- عبد الوارث عسر على موقع IMDb (الإنجليزية)
- عبد الوارث عسر على موقع الدهليز
- عبد الوارث عسر على موقع قاعدة بيانات الأفلام العربية
- عبد الوارث عسر على موقع قاعدة بيانات الفيلم (الإنجليزية)
- عبد الوارث عسر على موقع كينوبويسك (الروسية)